# Фарология

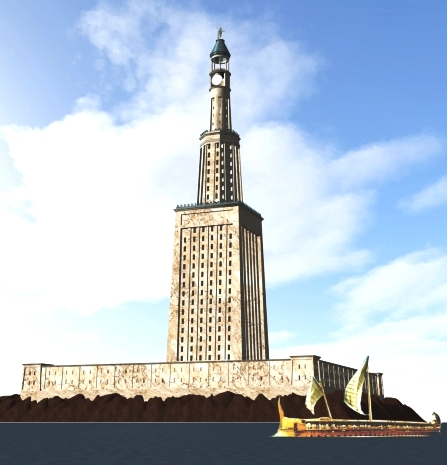
Передположительный рисунок-реконструкция Александрийского маяка на Фаросе (2006 год)

Фароло́гия (от греч. φάρος — маяк и греч. λογος — слово, наука) — прикладная область знаний, изучающая маяки и сигнально-навигационные огни, исследующая принципы работы, закономерности конструирования, строительства, обслуживания и эксплуатации маяков, а также историю маячного дела и его место в культуре. Кроме того, фарология исследует и геополитические аспекты указания морских границ и открытых проходов.
Основоположником науки принято считать шотландского инженера Роберта Стивенсона (1772—1850), деда и тёзку автора романа «Остров сокровищ». Отец писателя также был специалистом по маякам.

## Хобби
Фарологией в наше время также называют любительское увлечение маяками и маячным делом.
Совсем недавно фарология вновь появилась как малоизвестная или нишевая область знаний, которая фокусируется на маяках и сигнальных огнях, что выходит за рамки интересов хобби. Патрик Баркхэм из The Guardian отмечает связь фарологии с трейнспоттингом.

## Этимология
греч. φάρος приобрело значение «маяк» от названия египетского острова Фарос в Средиземном море, где в III веке до н. э. был построен Александрийский маяк — первое в мире специализированное сооружение такого типа. Русское «фара» также восходит к топониму «Фарос».